# Vildbjerg Cup
Vildbjerg Cup er en international ungdomsfodboldturnering for piger og drenge i alderen 7-17 år.
Vildbjerg Cup blev afviklet for 40. gang i 2018, og havde i 2017 besøg af 708 hold, ca. 10.000 spillere, ledere og trænere og derudover var der ca. 9.000 forældre og søskende indkvarteret på Vildbjerg Cups campingpladser. Dette gør Vildbjerg Cup til en af Europas største fodboldturneringer for ungdomshold og til et af de allerstørste idrætsarrangementer i Danmark.
Fodboldspillet er i højsædet, for Vildbjerg Cup afvikles på Vildbjerg Sports- & Kulturcenters 44 fantastiske velholdte græsbaner, og alle fodboldkampe dømmes af veluddannede fodbolddommere fra primært Herning Fodbolddommerklub, men også af dommere, der kommer fra klubber længere væk.

## Note
1. ↑  "Vildbjerg Cup: Om Vildbjerg Cup". Arkiveret fra originalen 16. juli 2018. Hentet 15. juli 2018.